# Proshtapoelnik
Proshtapoelnik (Bulgaars: Прощапулник) is een loopfeest, om te vieren dat een kind is gaan lopen. Een brood (Pietka, Bulgaars: Питка) wordt gebakken met de voetafdrukken van het kind erin. Een aantal attributen wordt uitgestald die keuzes in het leven symboliseren. Het voorwerp dat als eerste wordt opgepakt, vertegenwoordigt wat het kind later zal worden. Nadat het kind een keuze gemaakt heeft, nemen de aanwezigen een stuk van het brood, en rennen er snel mee heen en weer.